# Eric Murphy
Pour les articles homonymes, voir Murphy.
Pour l’article ayant un titre homophone, voir Erik Murphy.
Eric « E. » Murphy est un personnage de la série télévisée Entourage de la chaine américaine HBO. Il est incarné par l'acteur Kevin Connolly.

## Biographie fictive
Eric est le meilleur ami de Vince Chase depuis l'âge de 6 ans. Il est le manager de Vince. Vince dit que c'est grâce à lui, quand ils étaient au lycéen qu'il est ensuite devenu acteur. À la demande de Vincent, Eric a quitté son quartier natal du Queens à New York pour Los Angeles. Eric travaillait avant cela comme manager d'une pizzeria Sbarro. Eric tente souvent de cacher ce passé dans la restauration.
Dans la saison 1, Eric est le manager « informel » de Vince. Dans le dernier épisode de cette saison, Eric insiste pour officialiser son rôle : Vince lui donne alors son accord pour une commission de 10 %, plus quelques bénéfices. Mais sa relation avec Vince est bien plus importante que l'argent. Eric souhaite quand même se faire une place dans l'ombre de Vince et ne supporte pas tellement les remarques, notamment celles du réalisateur Billy Walsh et de l'agent de Vince, Ari Gold. Eric a d'ailleurs souvent des idées justes et réalistes sur l'avenir et la carrière de Vince. Il persiste souvent pour convaincre Vince de faire (ou ne pas faire) tel ou tel film. Il coinvainc ainsi Vince de jouer le super-héros Aquaman pour le studio Warner Bros..
Eric essaie parfois de se démarquer de Vince. Dans la saison 4, il fonde "The Murphy Group", sa propre compagnie. Il signe un contrat, qui ne durera pas, avec l'actrice Anna Faris. Dans la saison 5, Eric manage Charlie Williams, un acteur issu du stand-up qui tente de lancer sa série télévisée.
Au début de la saison 6, Eric quitte la maison de Vince. Son agence ferme et il accepte un poste important au sein de la compagnie de Murray Berenson, un agent très réputé à Hollywood.

## Relations amoureuses
Avant le début et au début de la série, il entretient une relation chaotique avec Kristen, que son entourage n'apprécie pas trop. Il sort ensuite un petit moment avec Emily, l'assistante d'Ari dans la saison 1. Il se remet un peu avec Kristen mais ils sont séparés durant le tournage de Queens Boulevard à New York.
Dans les saisons 2 et 3, Eric sort avec Sloan, la fille du patron d'Ari, Terrance McQuewick. Au début de la saison 4, Eric déclare qu'ils sont « en pause ». Mais ils se séparent rapidement.
Dans la saison 6, il entretient une relation « hachée » avec Ashley, une jeune femme de 24 ans. À la fin de la saison 6, Eric se rend compte que Sloan lui manque terriblement. Elle se rend compte de son côté que cela est réciproque. Ils se remettent ensemble.

## Clients et employés
Liste des employés et clients du Murphy Group (officiellement ouvert dans l'épisode 8 de la saison 4 et fermé dans l'épisode 4 de la saison 6).
Assistantes
- Jane (Saison 5 à Saison 6 - épisode 4) (assistante du Murphy Group)
- Brittany (Saison 6 - épisode 7 à saison 7) (Assistante dans la compagnie de Murray Berenson)
- Jen (depuis la saison 7)

Clients
- Vincent Chase
- Bob Saget
- Johnny "Drama" Chase

Anciens clients
- Anna Faris
- Charlie Williams